# Swans
Swans (/swɒnz/) é uma banda Americana de rock experimental formada em 1982 pelo cantor, cantautor, e multi-instrumentalista Michael Gira. Uma das poucas bandas que emergiram a partir da cidade de Nova Iorque e se mantiveram intactas durante a sua primeira década, os Swans foram reconhecidos por um som em constante mutação, explorando géneros como noise rock, pós-punk, música industral e pós-rock. Inicialmente, a sua música era conhecida por brutalidade sónica e letras misantrópicas. Depois da adição da cantora, songwriter e teclista Jarboe, que apareceu primeiro no single de 1986 single "Time Is Money (Bastard)" e se estreado a solo como songwriter em 1987 com o álbum Children of God, os Swans começaram a incorporar linhas melódicas mais intrínsecas na sua música. Jarboe manteve-se como o único membro da banda e como o seu único membro da banda constante tirando o guitarrista Norman Westberg até à sua dissolução em 1997. Desde 1990, todas as gravações dos Swans têm sido editadas através da label de Michael Gira, Young God Records. Em 2010, Gira re-formou a banda sem Jarboe, estabelecendo um lineup estável de músicos que fizeram tournés mundiais e editaram vários discos aclamados pela crítica. A iteração do grupo tocou nos seus últimos concertos em Novembro de 2017, terminando numa tourné em suporte do seu álbum final The Glowing Man. Nos últimos anos, Gira tem vindo a reinventar os Swans, com uma formação rotativa.

## Biografia

### Primeiros Anos (1982-1985)
Segundo Michael Gira, o nome Swans (cisnes) foi escolhido porque era o melhor para descrever a música que pretendia. Com efeito, apesar dos cisnes serem criaturas de uma extrema beleza e de aspecto majestoso, também manifestam um temperamento horrível.
A formação mais antiga dos Swans compreendia Gira no baixo e voz, Jonathan Kane na bateria e Sue Hanel na guitarra, e ainda Thurston Moore, Dan Braun ou Jon Tessler no segundo baixo. Jon Tessler também tocou percussão e loops de fita magnética. As prestações de Sue Hanel com o grupo ficaram apenas gravadas na compilação Body to Body, Job to Job, mas os ambíguos créditos sobre os intervenientes nessas gravações não deixam claro em que canções participou.
Sue Hanel não ficou muito tempo na banda e quando da gravação do primeiro disco tinha sido substituída por Bob Pezzola. Nesta nova formação também figurava o saxofonista Daniel Galli-Duani. O EP de estreia, Swans, lançado pela editora Labor, tem um som significativamente diferente daquele que apresentariam mais tarde: os tempos pesados e o trabalho de guitarra distorcida e atonal são reminiscências de bandas post-punk como os Joy Division; no entanto, as estruturas minimalistas eram mais devedoras do blues, enquanto a instrumentação jazz e os tempos complicados evidenciavam as raízes dos Swans na cena no wave nova-iorquina de final dos anos 70. Estas características tinham mais ou menos desaparecido quando do lançamento de Cop.
Os Swans foram comparados com o ícone de blues Chester Burnett, aliás Howlin' Wolf. Apesar desta comparação, à partida, ser improvável, na verdade há algumas semelhanças dignas de nota – a música dos Swans dos primórdios baseava-se normalmente num único riff, tocado repetidamente para criar um efeito hipnótico, e algumas das canções de Burnett (especialmente as canções escritas por ele próprio) têm uma estrutura e qualidade semelhantes.
No início, a música dos Swans era caracterizada pelas guitarras, num ruído de lento ranger de dentes, e pelo bater dos tambores, tudo pontuado pelas mórbidas e violentas letras de Gira (inspiradas em Jean Genet e Marquês de Sade), geralmente rosnadas ou gritadas.
O primeiro longa-duração, Filth (1983), era conduzido por ritmos aos repelões e percussões abrasivas. O todo tinha raízes em bandas no wave anteriores, como os Mars, e em trabalhos de contemporâneos dos Swans, como Confusion Is Sex e Kill Yr Idols, dos Sonic Youth. Filth foi o primeiro disco a apresentar o guitarrista Norman Westberg, que a partir daí iria desempenhar um papel vital na maior parte da música dos Swans e figurar nos seus álbuns subsequentes, até Love of Life.
Cop (1984) e o EP (originalmente sem título) Young God (1984) foram lançados no mesmo ano e reeditados juntos num único CD em 1992. O EP tem sido conhecido por vários nomes, geralmente por um dos seus dois lados A, seja I Crawled ou Raping a Slave, e é também frequentemente confundido com o disco homónimo de estreia. A música continua no mesmo espírito de Filth e de novo desperta vagas reminiscências de uma espécie de heavy metal tocado em velocidade extremamente lenta. Os Swans eram, nesta altura, Michael Gira na voz, Norman Westberg na guitarra, Harry Crosby no baixo e Roli Mosimann na bateria. As vocalizações de Gira tinham mudado um pouco, tornando-se lentamente mais melódicas, embora o rosnar tenha permanecido. Algumas das canções do EP, particularmente Young God e I Crawled, têm já uma verdadeira melodia vocal, embora rudimentar, prefigurando a sonoridade dos trabalhos futuros.
Uma das marcas dos Swans neste período era a de tocarem com um volume sonoro dolorosamente alto durante os concertos, a ponto de alguns espectadores vomitarem ou de a polícia ter de intervir para parar o espectáculo. A reputação que isso trouxe ao nome Swans constituiu um dos factores que contribuíram para o fim da banda, decretado por Gira em 1997.

### Anos de Consolidação (1986-1988)
Greed (1986) trazia uma nova mudança na formação do grupo, com a vocalista / teclista Jarboe a juntar-se à banda. A sua presença iniciou um lento descongelamento da brutalidade e energia manifestas na precedente obra dos Swans.
Greed marca também a chegada à banda do baixista Algis Kizys, a partir daí presença regular, quase constante. O álbum não é tão brutal ou barulhento como os trabalhos anteriores, mas ainda é um disco extremamente sombrio e inquietante. Foi seguido pelo seu álbum gémeo, Holy Money (1986), o primeiro a apresentar Jarboe na voz principal.
Holy Money foi também o primeiro álbum dos Swans a incorporar elementos acústicos. Em particular, o tema de oito minutos Another You, que começa com uma introdução de harmónica bluesy. Marca também a introdução de temas religiosos nos registos dos Swans, como a ode sacrificial A Hanging, completada com as vozes tipo coro gospel de Jarboe.
Children Of God (1987) dilata a função de Jarboe na banda, actuando como papel reflector para as histórias de sofrimento, tortura e humilhação de Michael Gira. As histórias aí retratadas são, no entanto, cada vez mais estranhas, dada a sua justaposição – e mistura – com a imagética religiosa.
Alguns temas, como o furioso Beautiful Child, mantêm o estilo vocal dos primeiros tempos, mas muitos são mais refinados. O quase barroco In My Garden, por exemplo, ganha uma nova dimensão com o acrescento do piano (usado antes em Fool e em Sealed in Skin, com resultados menos conseguidos) e da guitarra acústica. Algumas das canções andam nesta linha. Exemplos óbvios incluem Sex, God, Sex (riffs de baixo tipo heavy metal, com cantos de inspiração blues e gospel), Blood and Honey (uma murder ballad com tendências post-rock precoces) e Blind Love (uma canção longa, alternando entre vocalizações atonais e passagens instrumentais violentas). Children Of God é considerado como o grande ponto de viragem da banda.

### Últimos Anos (1988-1997)
Após Children Of God, Gira confessa-se cansado com a terrível reputação de ruído da banda, sentindo que o seu público ganhara expectativas que ele não tinha vontade de satisfazer. Tomou a decisão consciente de baixar o som da banda, introduzindo mais elementos acústicos e estabelecendo Jarboe como cantora. Os primeiros resultados desta mudança de direcção foram os dois discos gravados por Gira e Jarboe sob os nomes de Skin (na Europa) e World of Skin (nos EUA). No primeiro, Blood, Women, Roses (1987), Jarboe assume a voz principal e no segundo, Shame, Humility, Revenge (1988), é Gira que faz esse papel. Foram ambos gravados em simultâneo em 1987, apesar de Shame, Humility, Revenge só ter sido editado em 1988. Eram álbuns repletos de canções lentas, etéreas, melancólicas, a soar como despojadas versões acústicas das músicas de Children Of God.
A banda continuou esta transformação com uma inesperada versão da canção dos Joy Division Love Will Tear Us Apart (1988), que foi lançada pela Product Inc. numa edição confusa de formatos de 7 e 12 polegadas. Gira e Jarboe assumem ambos a voz principal em diferentes versões da canção. Posteriormente Gira irá rejeitar esta versão como um erro e durante muito tempo recusou a reedição da sua própria versão vocal, apesar da versão de Jarboe ter entretanto sido reeditada.
Este single foi seguido por The Burning World (1989), o primeiro e único álbum dos Swans para uma major. Lançado pela Uni/MCA Records, o disco foi produzido por Bill Laswell e desenvolveu a paleta acústica introduzida em Greed e Children of God. Para este álbum, à formação nuclear constituída por Gira, Jarboe e Westberg juntaram-se músicos de sessão, e o elemento distintivo constituído pela guitarra pesada constante dos seus trabalhos anteriores foi significativamente atenuado em favor da folk e de elementos de world music. Apesar dos Swans continuarem, mais tarde, a explorar a música acústica, num espírito semelhante, Gira afirmou que, não obstante admirar muito o trabalho de Laswell, os seus esforços com os Swans foram simplesmente uma incompatibilidade.
The Burning World foi o primeiro álbum dos Swans a ter melodias pop mais convencionais. As letras de Gira continuavam a focar temas como a depressão, a morte, a ganância e o desespero, mas agora eram cantadas, ao invés do rosnado ou do gritado típico dos trabalhos anteriores. Fizeram mesmo uma versão do hit de Steve Winwood popularizado pelos Blind Faith Can't Find My Way Home, que foi um dos dois singles do LP.
Em 1990, Gira e Jarboe lançaram o terceiro e último álbum de World of Skin, Ten Songs From Another World, que foi menos bem sucedido do que os dois álbuns anteriores.
A desilusão de Gira com as façanhas na Uni/MCA leva-o a White Light from the Mouth of Infinity (1991), uma mistura bem sucedida do hard rock dos primórdios com os estilos pop posteriores. Produzido por Gira, o álbum mistura rock acústico, blues e ruídos hipnóticos de guitarra, resultando num disco mais complexo do que qualquer outro por eles anteriormente lançado. Seguiu-se Love of Life (1992) e o EP Love of Life / Amnesia, onde o grupo leva ainda mais longe a experimentação, e depois The Great Annihilator (1995), considerado um dos lançamentos mais acessíveis da banda, possivelmente por ser um dos mais simples. O estilo de composição e a abordagem musical, no entanto, iriam tornar-se mais invulgares no ano seguinte.
Com outros projectos a ocuparem o seu tempo, Gira decidiu pôr fim ao grupo com um último álbum e uma tournée mundial. Soundtracks For The Blind (1996) foi o resultado: um gigantesco álbum de dois discos, constituído por gravações de campo fornecidas por Jarboe, música experimental, escuras paisagens sonoras ambientais, épicos post-industrial, suites post-rock e guitarra acústica. Gira, Jarboe e os outros colaboradores de longa data criaram um dos álbuns mais apreciados da sua carreira. Swans Are Dead (1998) reúne gravações ao vivo das digressões de 1995 e 1997, documentando a energia da presença em palco de Michael Gira e de Jarboe.

### Depois do Fim e Reformação (1997 – 2012)
Após a dissolução dos Swans Gira formou Angels of Light e continuou o seu trabalho com a Young God Records; Jarboe continuou o seu trabalho a solo. Em 2009, Gira deu a entender que um dia poderia ressuscitar os Swans. Em Janeiro de 2010, os Swans eram oficialmente reactivados, com Gira a gravar material novo.
O primeiro álbum dos Swans após a reformação foi My Father Will Guide Me Up a Rope to the Sky, editado em 23 de Setembro de 2010, tendo a banda de seguida embarcado numa digressão mundial de 18 meses.
Em 2012 os Swans lançaram o álbum ao vivo We Rose From Your Bed With The Sun In Our Head, com gravações da tournée de 2010/2011, tendo em vista financiar a produção e gravação do seu próximo registo. Inicialmente lançado numa edição limitada artesanal de 1000 cópias, We Rose From Your Bed With The Sun In Our Head seria reeditado em Maio de 2012 como um digipack de luxo. Em Agosto de 2012 é editado o duplo álbum The Seer.

## Membros
- Michael Gira – voz, guitarra (1982-1997, 2010-…)
- Jarboe – voz, teclas (1986-1997)
- Norman Westberg – guitarra (1983-1995, 2010-...)
- Algis Kizys – baixo (1987-1988, 1992-1995)
- Ted Parsons – bateria (1987, 1992-1995)
- Clinton Steele – guitarra (1991-1995)
- Harry Crosby – baixo (1983-1986)
- Larry Seven – baixo, guitarra (1992, 1995)
- Roli Mosimann – bateria (1983-1985)
- Vincent Signorelli – bateria (1992-1994)
- Jonathan Kane – bateria (1982-1983)
- Jenny Wade – baixo (1991-1992)
- Larry Mullins – bateria, vibraphone (1996-1997)
- Vudi – guitarra (1996-1997)
- Joe Goldring – baixo, guitarra (1996-1997)
- Sue Hanel – guitarra (1982)
- Bob Pezzola – guitarra (1982)
- Daniel Galli-Duani – saxofone (1982)
- Ronaldo Gonzales – bateria (1986)
- Ivan Nahem – bateria (1986)
- Christoph Hahn – guitarra (1991)
- Anton Fier – bateria (1991)
- Troy Gregory – baixo (1992)
- Bill Reiflin – bateria, guitarra (1995)
- Martin Atkins – bateria (1995)
- Nicky Skopelitis – guitarra (1995)
- John Sarfell – piano (1995)

## Discografia

### Álbuns de estúdio
- Filth (LP, Neutral Records, 1983; LP e CD, Young God Records, 1990; LP e CD, Sky, 1991)
- Cop (LP, K.422, 1984; CD, K.422, 1991; CD, Young God Records, 1993)
- Greed (LP, K.422, 1986; CD, K.422, 1987; CD, K.422, 1995)
- Holy Money (LP, K.422, 1986; CD, K.422, 1987; CD, K.422, 1991; CD, Young God Records, 1993)
- Children of God (2xLP e CD, Caroline, 1987; 2xCD, Young God Records, 1997)
- The Burning World (LP e CD, MCA Records, 1989)
- White Light From the Mouth of Infinity (2xLP e CD, Young God Records, 1991; CD, Young God Records, 1992)
- Love of Life (LP e CD, Young God Records, 1992)
- The Great Annihilator (2xLP e CD, Young God Records, 1995)
- Die Tür Ist Zu (CD, Rough Trade, 1996)
- Soundtracks for the Blind (2xCD, Young God Records, 1996)
- My Father Will Guide Me Up a Rope To the Sky (CD, Young God Records, 2010)
- The Seer (2xCD, Young God Records, 2012)
- To Be Kind (2xCD, Young God, Mute, 2014)
- The Glowing Man (2xCD, 3xLP + DVD-V, Young God, Mute, 2016)
- Leaving Meaning (2019)
- The Beggar (2023)
- Birthing (2025)

### EPs
- Swans (12’’, Labor, 1982; 12’’ e CD, Young God Records, 1990)
- Young God (12’’, K.422, 1984; CD, K.422, 1991)
- Time Is Money (Bastard) (12’’, K.422, 1986; CD, K.422, 1995)
- A Screw (12’’, K.422, 1986; CD, K.422, 1995)
- New Mind (7’’ e 12’’, Product Inc., 1987)
- Love Will Tear Us Apart (7’’, 12’’ e CD, Product Inc., 1988)
- Can’t Find My Way Home (7’’, 12’’ e CD, MCA Records, 1989)
- Saved (7’’, 12’’ e CD, MCA Records, 1989)

### Álbuns ao vivo
- Public Castration Is A Good Idea (2xLP, Burn One, 1986)
- Feel Good Now (2xLP e CD, Love One, 1987)
- Anonymous Bodies In An Empty Room (LP e CD, Non, 1990)
- Body To Body, Job To Job (LP e CD, Young God Records, 1991; CD, Young God Records, 1992)
- Real Love (LP e CD, Love Two, 1992; CD, Atavistic, 1996)
- Omniscience (CD, Young God Records, 1992)
- Kill the Child (CD, Disaster Records, 1995; CD, Atavistic, 1996)
- Swans Are Dead (2xCD, Young God Records, 1998)
- We Rose From Your Bed With The Sun In Our Head (CD, Young God Records, 2012)

### Compilações
- Children Of God/World of Skin|Children of God/World of Skin (1997)
- Cop/young god greed/holy money|Cop/Young God (EP)/Greed/Holy Money (1999)
- Filth/Body To Body, Job To Job (1999)
- Various Failures (1999)
- Forever Burned (2003)
- Mystery Of Faith - Unreleased Pieces : Swans + World Of Skin (2004)

### Vídeos musicais
- New Mind (1987)
- Love Will Tear Us Apart (1988)
- Saved (1989)
- Love of Life (1992)